# Boryszewo (Płock)
Boryszewo – część miasta Płocka, położona na wschodnich obrzeżach miasta. Rozpościera się w okolicach ul. Boryszewskiej.
Dawniej była to część wsi Nowe Boryszewo (185,89 ha), którą 1 grudnia 1981 wyłączono z  gminy Radzanowo i włączono do Płocka.